# Poławień
Poławień (lit. Palėvenė) – miasteczko na Litwie, położone w okręgu poniewieskim, w rejonie kupiszeckim, nad rzeką Ławeną. Liczy 74 mieszkańców (2011). Znajduje się tutaj kościół pw. Św. Dominika z 1676 fundacji Wawrzyńca Michała Odlanickiego Poczobuta i jego żony Marianny, będący częścią klasztoru, który władze rosyjskie zniosły w 1864 po upadku powstania styczniowego.